# 蕭昂
蕭 昂（しょう こう、483年 - 535年）は、南朝梁の皇族、軍人。字は子明。武帝蕭衍の従弟にあたる。

## 経歴
蕭崇之の三男として生まれた。天監初年、司徒右長史となり、軽車将軍・監南兗州として出向した。召還されて軽車将軍のまま琅邪彭城二郡太守となった。さらに軽車将軍のまま広州刺史として出向した。王貞秀と杜景が広州の州城を襲撃すると、蕭昂はかれらを討ち滅ぼした。普通2年（521年）、散騎常侍・信威将軍となった。普通4年（523年）、散騎侍郎・中領軍・太子中庶子に転じ、呉興郡太守として出向した。大通2年（528年）、召還されて仁威将軍・衛尉卿となった。ほどなく侍中となり、領軍将軍を兼ねた。中大通元年（529年）、領軍将軍の号を受けた。中大通2年（530年）、湘陰県侯に封じられた。中大通4年（532年）、江州刺史として出向した。
大同元年（535年）、死去した。享年は53。諡は恭といった。

## 伝記資料
- 『梁書』巻24 列伝第18
- 『南史』巻51 列伝第41